# 金背伏翼属
金背伏翼属（学名：Arielulus），哺乳纲翼手目蝙蝠科的一属，主要分布于东南亚和中国南方等地区。

## 分类地位
本属最初被描述为伏翼属（Pipistrellus）的一个亚属。随后，有学者结合头骨、牙齿、外部特征、核型等将本属提升为属。

## 特征
本属蝙蝠体型小型至中型，翼展相对窄而尖，第三指指骨较长，背部毛尖黑中带鲜艳的的亮色（橙色至银色）；阴茎骨小，腹侧内凹，杆部短，基部宽。上颌P2被挤入齿列内侧，有不同程度的减弱甚至缺失；外门齿较小，约为内门齿的两倍；犬齿无次尖。

## 分类
本属目前一般分为5种：
- 领伏翼（Arielulus aureocollaris）
- 大黑伏翼（Arielulus circumdatus）
- 铜色伏翼（Arielulus cuprosus）
- 社伏翼（Arielulus societatis）
- 黄喉黑伏翼（Arielulus torquatus）

也有学者通过系统发育研究认为领伏翼和黄喉黑伏翼应归入独立的金颈蝠属（Thainycteris）。